# Trino (motor de consulta SQL)
Trino é um motor de consulta SQL distribuído de código aberto desenhado para consultar grandes conjuntos de dados distribuídos em uma ou mais fontes de dados heterogêneas. O Trino pode consultar datalakes que contêm formatos de arquivo de dados orientados a colunas como ORC ou Parquet estando armazenados em diferentes sistemas de armazenamento como HDFS, AWS S3, Google Cloud Storage ou Azure Blob Storage utilizando o Hive e formatos de tabela Iceberg. O Trino também tem a capacidade de executar consultas federadas que consultam tabelas em diferentes fontes de dados, como MySQL, PostgreSQL, Cassandra, Kafka, MongoDB e Elasticsearch . O Trino é publicado sob a licença Apache .

## História
Em janeiro de 2019, os criadores originais do Presto, Martin Traverso, Dain Sundstrom e David Phillips, criaram uma variação do projeto Presto. Inicialmente, eles mantiveram o nome Presto e usaram o identificador da Web PrestoSQL para distingui-lo do projeto PrestoDB original. Ao mesmo tempo, eles anunciaram a Presto Software Foundation. A fundação é uma organização sem fins lucrativos dedicada ao avanço do motor de consulta SQL distribuído de código aberto Presto.
Presto e Trino foram originalmente projetados e desenvolvidos por Martin, Dain, David e Eric Hwang no Facebook para permitir que analistas de dados executem consultas interativas em seu grande data warehouse no Apache Hadoop . O Trino compartilha os primeiros seis anos de desenvolvimento com o projeto Presto. Para saber mais sobre a história anterior do Trino, você pode consultar a seção de história do Presto .

## Arquitetura

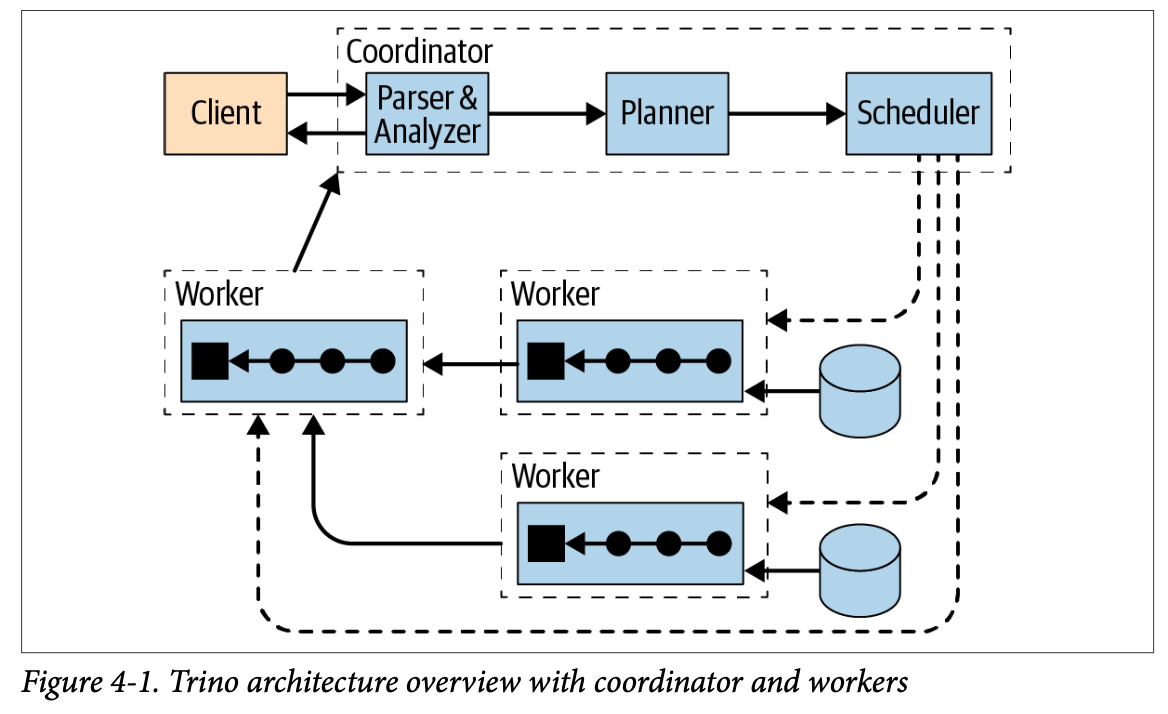
Visão geral da arquitetura Trino com nós works e coordinator

Trino é escrito em Java . Ele contém dois tipos de nós, um coordinator e um worker .
- O coordinator é responsável por analisar, otimizar, planejar e agendar uma consulta enviada por um cliente. O coordinator interage com a interface do provedor de serviços (SPI) para obter as tabelas disponíveis, estatísticas de tabelas e outras informações necessárias para realizar suas tarefas.[11]

- Os workers são responsáveis por executar as tarefas e os operadores fornecidos a eles pelo agendador. Essas tarefas processam linhas das fontes de dados que produzem resultados que são retornados ao coordinator e, por fim, de volta ao cliente.[11]

Trino adere ao padrão ANSI SQL e inclui várias partes das seguintes especificações ANSI: SQL-92, SQL:1999, SQL:2003, SQL:2008, SQL:2011, SQL:2016 .
O Trino oferece suporte ao desacoplamento de computação e armazenamento e pode ser instalado em data center próprios e na nuvem .
Trino tem uma arquitetura MPP de computação distribuída . O Trino primeiro distribui o trabalho por vários workers executando operações de particionamento ad hoc ou contando com partições existentes nos dados do armazenamento de dados subjacente. Depois que esses dados chegam a worker, os dados são processados por operadores de pipeline executados em vários encadeamentos.